# Pětiúhelník
Pětiúhelník (cizím slovem pentagon) je rovinný obrazec, mnohoúhelník s pěti vrcholy a pěti stranami. Součet velikostí vnitřních úhlů pětiúhelníku je přesně 540° (3π).
Pravidelný pětiúhelník je v podstatě složen z pěti shodných rovnoramenných trojúhelníků, jejichž úhly při základně mají velikost {\displaystyle {\frac {3\pi }{10}}} a při vrcholu {\displaystyle {\frac {2\pi }{5}}}.

## Vlastnosti

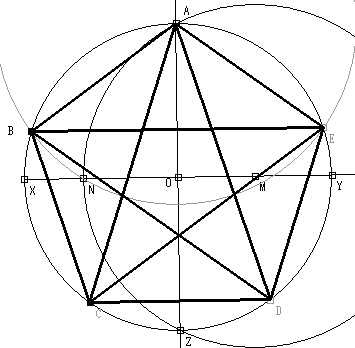
Vnitřní pětiúhelník vymezený úhlopříčkami

K zajímavým vlastnostem pravidelného pětiúhelníku patří jeho vztah ke zlatému řezu:
- poměr délek úhlopříčky a strany je roven zlatému řezu
- jedna úhlopříčka protíná druhou tak, že délky vzniklých částí jsou opět v poměru zlatého řezu

Úhlopříčky pravidelného pětiúhelníku uvnitř něho vymezují oblast, která má rovněž tvar pravidelného pětiúhelníku. Vnitřní a vnější pětiúhelník mají stejný střed (geometrie), jsou opačně orientovány a délky jejich stran jsou v poměru
{\displaystyle 1:(1-{\frac {{\sqrt {5}}-1}{2}})=1:{\frac {3-{\sqrt {5}}}{2}}={\frac {3+{\sqrt {5}}}{2}}}.
Obsah S pravidelného pětiúhelníku o délce strany a je:
{\displaystyle {\begin{aligned}S&={\frac {\sqrt {25+10{\sqrt {5}}}}{4}}\cdot a^{2}={\frac {\sqrt {5(5+2{\sqrt {5}})}}{4}}\cdot a^{2}={\frac {5a^{2}\tan 54^{\circ }}{4}}\approx 1.720~a^{2}\end{aligned}}}

## Historie

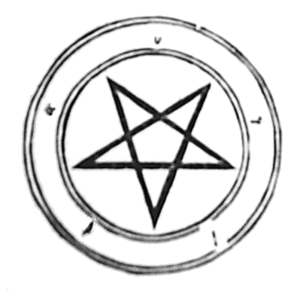
Pentagram uvnitř prstence, v němž jsou vepsány pythagorejské symboly

Pravidelný pětiúhelník hrál významnou úlohu v mystice a symbolice pythagorejců. Od pravidelného pětiúhelníku je také odvozen symbol pentagramu, využívaný v pythagorejské sektě jako poznávací znamení. Jedním z důvodů, proč byl pravidelný pětiúhelník takto uctíván, bylo zřejmě to, že se v něm hned na několika místech ukazuje nejdokonalejší ze všech poměrů - poměr zlatého řezu.

## Konstrukce
Pentagon je jedním z mála pravidelných mnohoúhelníků (s lichým počtem stran), který lze sestrojit euklidovsky, tzn. jen kružítkem a pravítkem.

Postup konstrukce pravidelného pětiúhelníku

Konstrukce pravidelného pětiúhelníku byla známa již ve starověkém Řecku.

## Pětiúhelník v soustavě souřadnic
Zapíšeme-li pravidelný pětiúhelník do souřadnicové soustavy, kladouce střed kružnice opsané do bodu {\displaystyle S} [{\displaystyle x_{0}}; {\displaystyle y_{0}}], obdržíme při poloměru kružnice opsané {\displaystyle k} a natočení vrcholu nejbližšího ose {\displaystyle x} v jejím kladném směru o úhel {\displaystyle \omega } oproti této ose následující souřadnice vrcholů:
|                       | x                                                                 | y                                                                 |
| --------------------- | ----------------------------------------------------------------- | ----------------------------------------------------------------- |
| {\displaystyle X_{1}} | {\displaystyle x_{0}+k\cdot \cos \omega \,\!}                     | {\displaystyle y_{0}+k\cdot \sin \omega \,\!}                     |
| {\displaystyle X_{2}} | {\displaystyle x_{0}+k\cdot \cos(\omega +{\frac {2\pi }{5}})\,\!} | {\displaystyle y_{0}+k\cdot \sin(\omega +{\frac {2\pi }{5}})\,\!} |
| {\displaystyle X_{3}} | {\displaystyle x_{0}+k\cdot \cos(\omega +{\frac {4\pi }{5}})\,\!} | {\displaystyle y_{0}+k\cdot \sin(\omega +{\frac {4\pi }{5}})\,\!} |
| {\displaystyle X_{4}} | {\displaystyle x_{0}+k\cdot \cos(\omega +{\frac {6\pi }{5}})\,\!} | {\displaystyle y_{0}+k\cdot \sin(\omega +{\frac {6\pi }{5}})\,\!} |
| {\displaystyle X_{5}} | {\displaystyle x_{0}+k\cdot \cos(\omega +{\frac {8\pi }{5}})\,\!} | {\displaystyle y_{0}+k\cdot \sin(\omega +{\frac {8\pi }{5}})\,\!} |

Body vnitřního pětiúhelníku mají následující souřadnice:
|                       | x                                                                                             | y                                                                                             |
| --------------------- | --------------------------------------------------------------------------------------------- | --------------------------------------------------------------------------------------------- |
| {\displaystyle Y_{1}} | {\displaystyle x_{0}+k\cdot \cos(\omega +{\frac {\pi }{5}})\cdot {\frac {3-{\sqrt {5}}}{2}}}  | {\displaystyle y_{0}+k\cdot \sin(\omega +{\frac {\pi }{5}})\cdot {\frac {3-{\sqrt {5}}}{2}}}  |
| {\displaystyle Y_{2}} | {\displaystyle x_{0}+k\cdot \cos(\omega +{\frac {3\pi }{5}})\cdot {\frac {3-{\sqrt {5}}}{2}}} | {\displaystyle y_{0}+k\cdot \sin(\omega +{\frac {3\pi }{5}})\cdot {\frac {3-{\sqrt {5}}}{2}}} |
| {\displaystyle Y_{3}} | {\displaystyle x_{0}+k\cdot \cos(\omega +\pi )\cdot {\frac {3-{\sqrt {5}}}{2}}}               | {\displaystyle y_{0}+k\cdot \sin(\omega +\pi )\cdot {\frac {3-{\sqrt {5}}}{2}}}               |
| {\displaystyle Y_{4}} | {\displaystyle x_{0}+k\cdot \cos(\omega +{\frac {7\pi }{5}})\cdot {\frac {3-{\sqrt {5}}}{2}}} | {\displaystyle y_{0}+k\cdot \sin(\omega +{\frac {7\pi }{5}})\cdot {\frac {3-{\sqrt {5}}}{2}}} |
| {\displaystyle Y_{5}} | {\displaystyle x_{0}+k\cdot \cos(\omega +{\frac {9\pi }{5}})\cdot {\frac {3-{\sqrt {5}}}{2}}} | {\displaystyle y_{0}+k\cdot \sin(\omega +{\frac {9\pi }{5}})\cdot {\frac {3-{\sqrt {5}}}{2}}} |